# Кохлей, Иоанн
Иоанн  Кохле́й, Коклей (лат. Johannes Cochlaeus или Coclaeus; 10.1.1479, Вендельштайн (Средняя Франкония) — 11.1.1552, Бреслау) — немецкий богослов (католик), теоретик музыки, музыкальный педагог.

## Очерк биографии и творчества
Настоящее имя Коклея — Иоганн Добенек (Johann Dobeneck) или Добнек (Dobneck). Латинский псевдоним cochlaeus (винтовой, спиралевидный, от др.-греч. κόχλος улитка) взял по месту своего рождения — Wendelstein (нем. Wendel винтовая линия, спираль).
По окончании Кёльнского университета в 1510—1515 гг. занимал пост ректора школы при знаменитой церкви Св. Лаврентия в Нюрнберге, для которой написал различные учебные пособия, в том числе по истории Германии (Brevis Germaniae descriptio, 1512) и по теории музыки (см. ниже). В нюрнбергские годы в круг общения Коклея входили Альбрехт Дюрер и Виллибальд Пиркгеймер, среди его учеников — Генрих Глареан. 
Путешествовал по Италии, изучал в Ферраре богословие. До 1521 симпатизировал Лютеру, позже превратился в его яростного противника. В 1523 Коклей вызывал Лютера на публичный диспут (который, по вине Лютера, не состоялся). Позднее неоднократно выступал против него в своих письменных трудах, главный из которых — «Commentarii de actis et scriptis Lutheri» (1549). 
Против Яна Гуса Коклей выступил с трактатом «Historiae Hussitarum libri XII» (Майнц, 1549).

### Труды по теории музыки
Коклей — автор труда «Музыка» (напечатан ок. 1504; переиздавался с изменениями в 1505, 1507, 1515 годах), представляющего собой компендий по элементарной теории музыки. 
Второй музыкально-теоретический труд Коклея носит название «Музыкальный тетрахорд» (Tetrachordum musices, напечатан в Нюрнберге в 1512 году) — это название метафорически обыгрывает четырёхчастное строение учебника: «Об основах музыки», «О плавной музыке» (т.е. о церковной монодии католиков), «О восьми тонах мелодии», «О мензуральной музыке» (т.е. о мензуральной нотации многоголосной музыки). В основе «Музыкального тетрахорда» — всё та же ЭТМ, но дополненная оригинальными соображениями автора. Оригинально деление музыкантов на 4 рода (genera musicorum), которому отведена вся глава 5: (1) чтецы, читающие и распевающие молитвы (oratores et lectores), (2) поэты (poetae), (3) мимы и гистрионы (mimi et histriones, т.е. танцоры и актёры), (4) собственно музыканты и певцы (proprie musici et cantores). Добавлены главы о музыкальных инструментах (древних и современных), где кратко описаны позитив, портатив, клавикорд, клавицимбалы, труба, цинк, систр, колокола, шалмей, самбука (у Коклея этим словом обозначается волынка), гитерн, виела, рота, лира, кифара и др. В конце трактата Коклей обсуждает соединение музыки и слова в композиции, ограничивает «роды песен» (genera carminum) четырьмя, и немедленно приводит их примеры в четырёхголосном воплощении (музыка принадлежит самому Коклею) — элегический мелос (на стихи Овидия), ямбический (на стихи гимна Veni creator spiritus), сапфический (на гимн Ut queant laxis) и хориямбический (на гимн «Festum nunc celebre» Рабана Мавра и на стихи Горация). О востребованности «Музыкального тетрахорда» в Германии свидетельствуют неоднократные его переиздания (7-е изд. в 1526; англ. перевод — в серии Musicological Studies and Documents, vol. 23, 1970).